# Біла лінія живота

Апоневрози передньої черевної стінки (позначені синім) та біла лінія живота

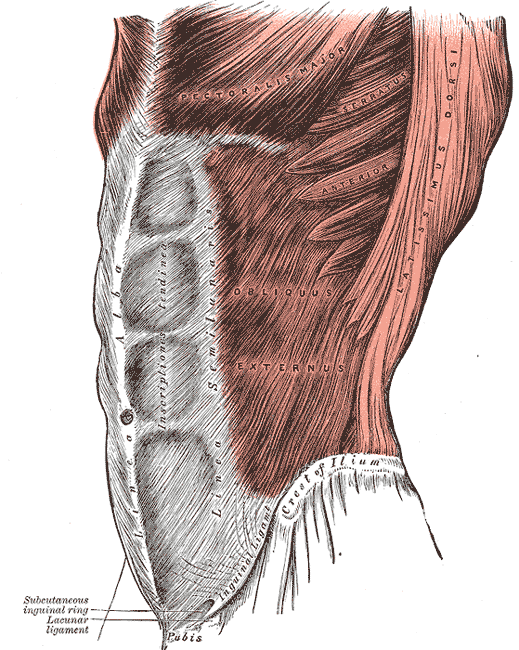
Зовнішній косий м'яз живота

Біла лінія живота (лат. Linea alba) — волокниста структура передньої черевної стінки, розташована по серединній лінії у людини та інших хребетних. Колір структури обумовлений тим, що вона утворена переважно колагеном сполучної тканини.
Біла лінія живота розділяє правий і лівий прямі м'язи живота і сформована злиттям апоневрозів м'язів передньої черевної стінки. 
У зв'язку з тим, що біла лінія живота складається з сполучної тканини і практично позбавлена нервових закінчень і судин, її поздовжній розтин є поширеною хірургічною маніпуляцією.